# Oneirodes basili
Oneirodes basili är en fiskart som beskrevs av Pietsch, 1974. Oneirodes basili ingår i släktet Oneirodes och familjen Oneirodidae. Inga underarter finns listade i Catalogue of Life.